# Guillén Fernández
Guillén Santiago Eusebio Fernández (* 12. August 1964 in Bonn) ist ein deutscher Neurowissenschaftler und Neurologe.

## Leben
Fernández studierte Medizin an der Rheinischen Friedrich-Wilhelms-Universität in Bonn. 1994 erhielt er seine Approbation. Ein Jahr später promovierte er, bevor er im Jahre 2001 bei Christian E. Elger habilitierte. Nach klinischer Ausbildung zum Neurologen und wissenschaftlicher Tätigkeit am Universitätsklinikum Bonn (Elger, Wolfgang Maier) und Magdeburg (Hans-Jochen Heinze) sowie an der Stanford University (John Gabrieli) wurde er 2002 Forschungsgruppenleiter am Donders Institute for Brain, Cognition and Behaviour an der Medizinischen Fakultät (Radboud Universitair Medisch Centrum) der Radboud-Universität in Nijmegen (Niederlande).
Vier Jahre später, im Jahre 2006, wurde Fernández zum Professor für kognitive Neurowissenschaften und im Jahre 2010 zum Direktor des Donders Instituts ernannt. Fernández wurde 2007 zum Mitglied der Memory Disorder Research Society (MDRS) gewählt und im Jahre 2014 wurde er zudem in die Academia Europaea aufgenommen. Im Jahr 2010 wurde er als Advanced Investigator in den Europäischen Forschungsrat (ERC) aufgenommen. 2018 wurde Fernández in die Königlich Niederländische Akademie der Wissenschaften gewählt. Seit 2022 ist er Gründungsdirektor des Forschungsinstitutes für medizinische Innovation und damit wissenschaftlicher Direktor des Radboud Universitair Medisch Centrum.

## Werk
Fernández erforscht die neuronalen Grundlagen von Gedächtnisprozessen. Dabei kombiniert er kognitive Paradigmen mit funktioneller Magnetresonanztomographie (fMRI), verschiedene EEG-Techniken und gelegentlich pharmakologische Interventionen oder genetische Analysen. Er befasste sich vor allem mit der Gedächtnisbildung und -stabilisierung und untersuchte insbesondere, wie bereits vorhandenes Wissen oder Emotionen diese Prozesse beeinflussen.
Mit Mitarbeitern zeigte er, wie innerhalb der ersten zwei Sekunden zwei unterschiedliche neuronale Prozesse im medialen Temporallappensystem dazu beitragen, dass gelesene Wörter später erinnert werden können. Bei Studien zur anschließenden Gedächtnisstabilisierung im Schlaf konnte er zeigen, wie der Beitrag des medialen Temporallappensystems von einer spezifischen Region im präfrontalen Cortex übernommen wird. Diese Region ist besonders involviert bei der Integration von neuem Wissen mit bereits bestehendem Wissen. Diese Mechanismen haben Bedeutung für den Wissenserwerb und haben daher Eingang in die pädagogische Forschung gefunden.
Bei der Untersuchung zur Wechselwirkung zwischen Gedächtnis und Emotion haben Fernández und Mitarbeiter eine Verschiebung von Netzwerkaktivität, die fast das gesamte Gehirn beeinflusst, entdeckt, die auftritt, wenn Individuen sich bedroht fühlen. Diese Verschiebung wird durch den Neurotransmitter Noradrenalin verursacht und durch das Stresshormon Cortison limitiert beziehungsweise terminiert. Sie führt zu weitreichenden Veränderungen von kognitiven Prozessen einschließlich Gedächtnis, Gefahrenwahrnehmung und Arbeitsgedächtnis. Die Aktivitätsbalance dieser Netzwerke ist genetisch und durch frühere Erlebnisse von signifikanten Gefahren determiniert. Diese Entdeckungen haben zu einem mechanistischen Modell der Gefahrenantwort geführt, das weitreichende Beachtung in der biologisch-psychiatrischen Forschung gefunden hat.

## Auszeichnungen
In 2002 erhielt er den Richard-Jung-Preis der Deutschen Gesellschaft für Klinische Neurophysiologie (DGKN) und 2005 den Vici-Preis der Niederländischen Forschungsgemeinschaft (NWO). 2016 erhielt er den International Hermesdorf Award. Am 26. April 2022 erhielt Fernández für sein Lebenswerk das Ritterkreuz des Ordens vom Niederländischen Löwen.